# Sanj
Sanj (persiska: سنج) är en ort i Iran.   Den ligger i provinsen Alborz, i den norra delen av landet, 50 km nordväst om huvudstaden Teheran. Sanj ligger 2 230 meter över havet och antalet invånare är 162.
Terrängen runt Sanj är kuperad åt sydväst, men åt nordost är den bergig.Runt Sanj är det mycket tätbefolkat, med 1 056 invånare per kvadratkilometer. Närmaste större samhälle är Ājīn Dojīn, 13,8 km väster om Sanj. Trakten runt Sanj består i huvudsak av gräsmarker.